# Спасское (Татарстан)
Спасское (тат. Спас) — село в Бугульминском районе Татарстана. Административный центр Спасского сельского поселения.

## География
Село расположено на правом берегу реки Шайтанка (левый приток Дымки) в 19 км к юго-востоку от центра города Бугульмы.
Рядом с селом проходит Бугульминское шоссе, соединяющее населённые пункты юго-западной, южной и юго-восточной части Бугульминского района.

## История
Село Спасское основано в 1743 году историком, географом, членом-корреспондентом Петербургской академии наук П.И.Рычковым (1712-1777) и было известно как Ключи и Рычково (по имени первого владельца П. И. Рычкова). Земля была выделена Рычкову первым Оренбургским губернатором И. И. Неплюевым в награду за усердную службу. Рычков вошёл в историю как первый историк Южного Урала.
До 1920 года село являлось центром Спасской волости Бугульминского уезда Оренбургской губернии, а затем — Самарской губернии. С 1920 года вошло в состав Бугульминского кантона Татарской АССР, с 1930 года — в Бугульминского районе.
В 1950 г. в селе организован колхоз «Искра», впоследствии несколько раз переименовывался и реорганизовывался. с 1996 г. СХПК «Память Баумана». Жители занимаются полеводством, скотоводством. 

## Население
Население села в 2015 году — 637 жителей. По переписи 2002 года, русских — 57 %, татар — 35 %.

## Известные люди
- А.В. Ефремов (1938-2014) - доктор педагогических наук, заслуженный учитель школы ТАССР и РФ, почётный гражданин г. Бугульма. Его жизнь и деятельность связаны с селом Спасское.

## Социальная инфраструктура
В селе действует Спасская начальная школа — детский сад. В школе с 1976 г. работает историко-краеведческий музей им. П.И.Рычкова (основатели — А.В.Ефремов, М.К.Шакиров). Также действуют дом культуры (с 1966 г.), библиотека, фельдшерско-акушерский пункт (с 1973 г.), почтовое отделение, мечеть (с 1997 г.), работают два частных магазина. Установлены памятники В.И.Ленину (1969 г.), П.И.Рычкову (1980 г., в 2012 г. демонтирован, установлен новый), а также памятный камень П.И.Рычкову возле храма Вознесения Господня. При доме культуры в 1986 г. создан коллектив «Калинушка» (основатель — В.И.Яшанин, руководитель — И.И.Давышина).
Село полностью газифицировано, установлена телефонная станция и вышка сотовой связи оператора Таттелеком.

## Достопримечательности
Родник в центре села имеет статус памятника природы регионального значения «Спасские ключи». Дебит воды превышает 100 л/сек. Источник питает реку Дымка, образуя живописный пруд. По периметру участка высажены ивы и липы. Травянистая растительность представлена гречишкой птичьей.
Восстанавливается храм Вознесения Господня, получивший охранный статус объекта культурного наследия республиканского значения. При храме сохранилась могила П. И. Рычкова.